# Gare d'Ichijima
La gare d'Ichijima (市島駅, Ichijima-eki) est une gare ferroviaire localisée dans la ville de Tamba, dans la préfecture de Hyōgo au Japon. La gare est exploitée par la compagnie JR West, sur la ligne Fukuchiyama.

## Disposition des quais
La gare d'Ichijima est une gare disposant de deux quais et de deux voies.

| N° de voie | Ligne         | Direction           |
| ---------- | ------------- | ------------------- |
| 1          | ▆ Fukuchiyama | Sasayamaguchi/Sanda |
| 1          | ▆ Fukuchiyama | Fukuchiyama         |
| 2          | ▆ Fukuchiyama | Fukuchiyama         |

## Gares/Stations adjacentes
| JR West               |                      |                      |                      |                     |
| Direction Fukuchiyama | Ligne de Fukuchiyama | Ligne de Fukuchiyama | Ligne de Fukuchiyama | Direction Amagasaki |
| Tamba-Takeda          |                      | Rapid Service 快速   |                      | Kuroi               |
| Tamba-Takeda          |                      | Local 普通           |                      | Kuroi               |